# Berlin Brettspiel Con

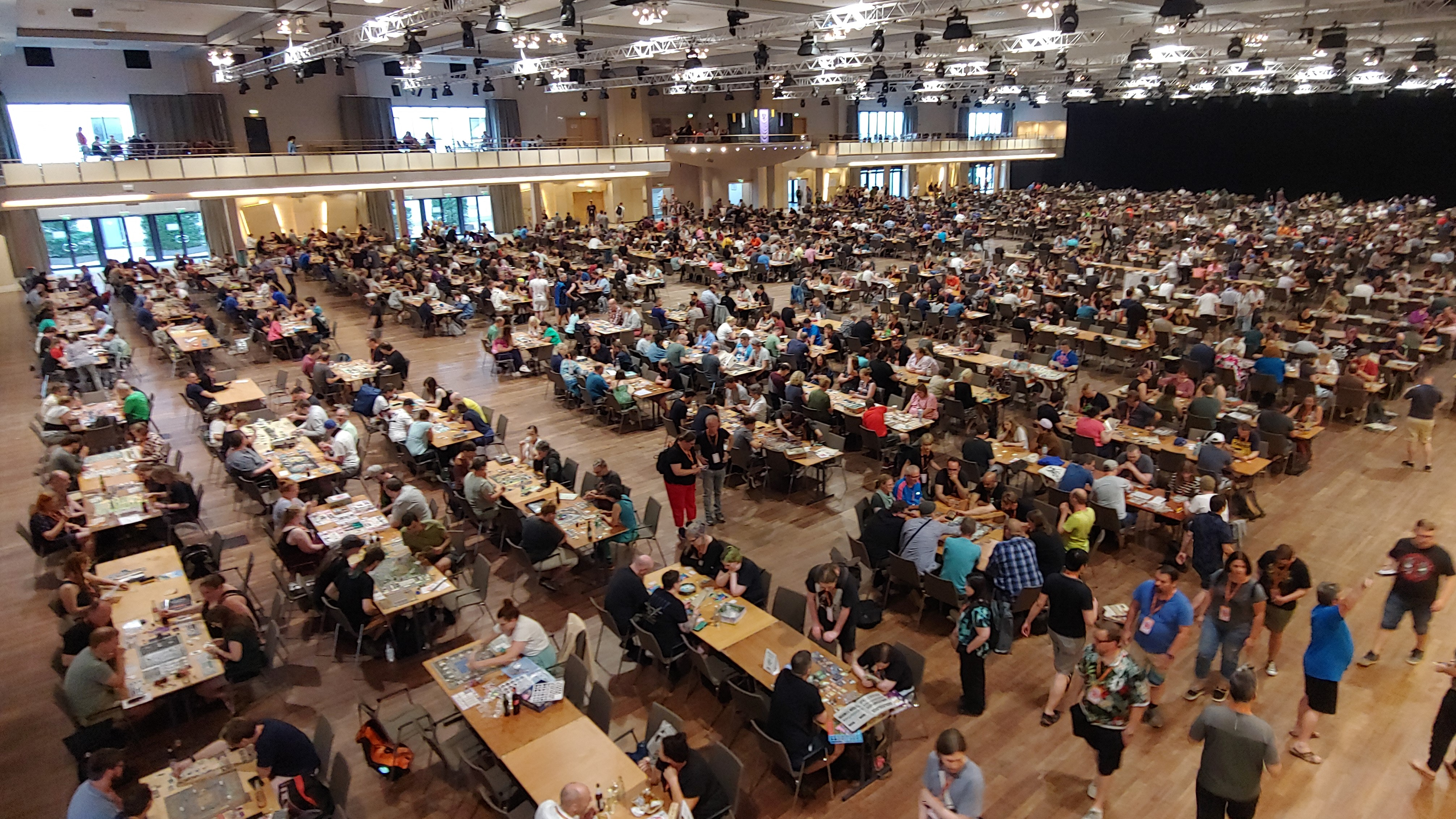
Вигляд на зону вільних ігор на Berlin Con

Berlin Brettspiel Con — це виставка настільних, карткових та сімейних ігор, що проводиться з 2015 року і має характер конвенту. Вона була започаткована творцями YouTube-каналу і щорічно проходить влітку. Зараз Berlin Con керується компанією Berlin Brettspiel Con Event GmbH і з 2024 року проводиться в берлінському Estrel Convention Center. За кількістю відвідувачів це друга за величиною виставка настільних ігор у Німеччині після Spiel Essen.

## Характер та програма
Berlin Brettspiel Con підтримується як видавцями настільних ігор, так і можливістю зустрічі для ентузіастів. До останніх належить, зокрема, зона вільних ігор, що може вмістити до 2 000 гравців, включаючи прокат ігор. Крім того, є блошиний ринок настільних ігор, окрема виставкова зона для ілюстраторів та художників, дитяча зона, сценічна програма, а також так звана «галерея прототипів», де нові автори ігор мають можливість тестувати свої настільні ігри з зацікавленими відвідувачами.
Основна програма доступна для денних відвідувачів у суботу та неділю. Гості зі спеціальними квитками можуть скористатися розширеними годинами роботи, що включає так звану «Game Night» (ігрову ніч) у п'ятницю та суботу ввечері.

## Розвиток
Через постійне зростання кількості відвідувачів Berlin Con неодноразово змінювала своє місцезнаходження. Наведена нижче таблиця відображає цей розвиток. Дані взяті з інформації організатора.
| Рік  | Місцезнаходження                | Відвідувачі              | Учасники                 | Площа                    |
| ---- | ------------------------------- | ------------------------ | ------------------------ | ------------------------ |
| 2015 | Євангельська школа Фрідріхсгайн | 300                      | 5                        | 200 м²                   |
| 2016 | Alte Münze                      | 1 700                    | 17                       | 700 м²                   |
| 2017 | Kühlhaus                        | 3 000                    | 34                       | 2 400 м²                 |
| 2018 | Kühlhaus                        | 5 000                    | 44                       | 3 800 м²                 |
| 2019 | STATION                         | 10 000                   | 80                       | 7 700 м²                 |
| 2020 | Скасовано через пандемію        | Скасовано через пандемію | Скасовано через пандемію | Скасовано через пандемію |
| 2021 | STATION                         | 4 200                    | 40                       | 5 500 м²                 |
| 2022 | STATION                         | 12 400                   | 80                       | 10 200 м²                |
| 2023 | STATION                         | 15 000                   | 85                       | 12 700 м²                |
| 2024 | Estrel Convention Center        | 16 000                   | 91                       | 14 000 м²                |

## Особливості
- Час проведення Berlin Brettspiel Con орієнтується на вихідні, коли відбувається вручення премії Spiel des Jahres.
- Блошиний ринок, за твердженням організаторів, є найбільшим у світі у своєму роді.
- З прокату ігор у 2022 році виникло товариство «Blick aufs Brett», яке організовує прокат настільних ігор і на інших заходах.
- Крім єдиного загального логотипу, щороку створюється окремий логотип заходу, ілюстрований різними художниками.

|                      |
| Логотип до 2018 року |

|                                               |
| Логотип 2020; ілюстратор Пабло Омбре Фонтаньє |

|                                     |
| Логотип 2022; ілюстратор Мая Вжосек |

|                                                    |
| Логотип 2023; ілюстратор Міхайло Міко Дімітрієвскі |